# Централноевропски међународни куп за аматере 1929/30.
Централноевропски међународни куп за аматере 1929/30. (енгл. 1929–1930 Central European Cup for Amateurs) је било прво издање Централноевропског међународног купа за аматерске екипе. Овај турнир је освојила репрезентација Пољске, која је довела своју професионалну екипу, која је први и једини пут учествовала, док су остале три репрезентације биле аматерска.

## Коначан пласман и резултати
| Пор | Екипа            | Ута | Поб | Нер | Изг | ГД | ГП | ГР | Бод |
| --- | ---------------- | --- | --- | --- | --- | -- | -- | -- | --- |
| 1   | Пољска (П)       | 6   | 3   | 1   | 2   | 15 | 10 | +5 | 7   |
| 2   | Мађарска (А)     | 6   | 3   | 0   | 3   | 13 | 13 | 0  | 6   |
| 3   | Аустрија (А)     | 6   | 3   | 0   | 3   | 14 | 15 | -1 | 6   |
| 4   | Чехословачка (А) | 6   | 2   | 1   | 3   | 12 | 16 | -4 | 5   |

## Утакмице
| (Д) Пољска | 5—1      | Мађарска (А) |
| ---------- | -------- | ------------ |
|            | Извештај |              |

| (П) Пољска | 2—2      | Чехословачка (А) |
| ---------- | -------- | ---------------- |
|            | Извештај |                  |

| (А) Чехословачка | 1—3      | Аустрија (А) |
| ---------------- | -------- | ------------ |
|                  | Извештај |              |

| (А) Аустрија | 3—2      | Мађарска (А) |
| ------------ | -------- | ------------ |
|              | Извештај |              |

| (А) Аустрија | 1—3      | Пољска (П) |
| ------------ | -------- | ---------- |
|              | Извештај |            |

| (А) Чехословачка | 2—1      | Мађарска (А) |
| ---------------- | -------- | ------------ |
|                  | Извештај |              |

| (А) Мађарска | 3—1      | Пољска (П) |
| ------------ | -------- | ---------- |
|              | Извештај |            |

| (А) Аустрија | 5—4      | Чехословачка (А) |
| ------------ | -------- | ---------------- |
|              | Извештај |                  |

| (А) Мађарска | 2—1      | Аустрија (А) |
| ------------ | -------- | ------------ |
|              | Извештај |              |

| (П) Пољска | 3—1      | Аустрија (А) |
| ---------- | -------- | ------------ |
|            | Извештај |              |

| (А) Мађарска | 4—1      | Чехословачка (А) |
| ------------ | -------- | ---------------- |
|              | Извештај |                  |

| (А) Чехословачка | 2—1      | Пољска (П) |
| ---------------- | -------- | ---------- |
|                  | Извештај |            |

## Белешка
1. ↑  (А) означава аматерску репрезентацију
2. ↑  (П) означава репрезентацију са професионалним фудбалерима